# Gerry Peyton
Gerald Peyton, detto Gerry (Birmingham, 20 maggio 1956) è un allenatore di calcio ed ex calciatore irlandese.

## Carriera
Peyton ha avuto una lunga carriera in diverse squadre delle varie divisioni inglesi.
In particolare ha militato per cinque stagioni nel Bournemouth ed otto nel Fulham.
Ha collezionato più di seicento presenze in club professionistici, oltre a trentatré presenze con la maglia della nazionale irlandese.

## Palmarès

### Giocatore

#### Competizioni nazionali
- Third Division: 1

Bournemouth: 1986-1987